# Ixodes scapularis
La garrapata de los ciervos o garrapata de patas negras (Ixodes scapularis) es una especie de ácaro de la familia Ixodidae. Es una garrapata de cuerpo duro propia del Este y del Norte septentrional de Estados Unidos. Es un vector de varias enfermedades de animales y de humanos; como la enfermedad de Lyme, la babesiosis, la ehrliquiosis o la anaplasmosis.
Su nombre lo debe al hecho de que parasita al venado de cola blanca, aunque también puede verse parasitando (especialmente en sus etapas de larva y ninfa) roedores, reptiles y aves migratorias.

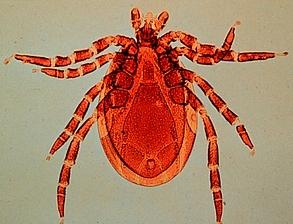
Garrapata de los ciervos.

## Papel en la enfermedad de Lyme
En un reciente estudio, se expone que I. scapularis podría haber domesticado los genes TAE antibacterianos en "eventos de adquisición", donde una transferencia horizontal de genes se gestó (hasta en 6 ocasiones) entre procariontes y eukarya generando los llamados genes DAE: Domesticated Amydase Effector. Las proteínas antibacterianas que codifican estos genes limitan la población de la espiroqueta patógena Borrelia burgdorferi, causante de la enfermedad de Lyme.
Para comparar las secuencias tae bacterianas y dae2 presentes en la garrapata, en el estudio utilizan diversas técnicas: búsquedas computacionales, análisis filogenéticos y evolutivos o ARN interferente en ratones infectados de B. burgdorferi uniendo y amplificando dsARN de GFP (356pb) y de dae2 (374pb).

### Aplicaciones
La transferencia horizontal de genes es común en procariontes, pero extremadamente inusual en la naturaleza entre eukarya y procariotas. Debido a esto, no existen aplicaciones del descubrimiento de la domesticación de genes bacterianos más allá de la ingeniería genética.